# Regulární kategorie
Regulární kategorie je v teorii kategorií kategorie s konečnými limitami a koekvalizéry dvojic morfismů nazývaný jaderné dvojice, vyhovující určité podmínce exaktnosti. Regulární kategorie tak přebírají mnoho vlastností Abelových kategorií, jako existence obrazů, bez potřeby aditivity. Regulární kategorie zároveň poskytují základ pro studium části predikátové logiky prvního řádu známé jako regulární logika.

## Definice
Kategorie C se nazývá regulární, pokud splňuje následující tři vlastnosti:
- C je konečně úplná.
- Pokud f : X → Y je morfismus v C, a diagram

je pullbackem, pak existuje koekvalizér dvojice p0, p1. Dvojice (p0, p1) se nazývá jádrová dvojice morfismu f. Protože je pullbackem, je jádrová dvojice jedinečná až na jedinečný izomorfismus.
- Pokud f : X → Y je morfismus v C, a diagram

je pullbackem, a pokud f je regulární epimorfismus, pak g je také regulární epimorfismus. Regulární epimorfismus je epimorfismus, který je koekvalizérem nějaké dvojice morfismů.

## Příklady
Příklady regulární kategorií jsou:
- Kategorie množin Set tvořená množinami a funkcemi mezi množinami
- Obecněji, každá elementární topos
- Kategorie grup Grp tvořená grupami a grupovými homomorfismy
- Kategorie okruhů a okruhových homomorfismů
- Obecněji, kategorie modelů libovolné variety algeber
- Každý omezený průsekový polosvaz s morfismy danými relací uspořádání
- Každá abelovská kategorie

Následující kategorie nejsou regulární:
- Kategorie topologických prostorů Top tvořená topologickými prostory a spojitými funkcemi
- Kategorie malých kategorií Cat tvořená malými kategoriemi a funktory

## Epi-mono faktorizace
V regulární kategorii tvoří regulární epimorfismy a monomorfismy faktorizační systém: každý morfismus f:X→Y lze faktorizovat na regulární epimorfismus e:X→E následovaný monomorfismem m:E→Y tak, že f=me. Faktorizace je jedinečná v tom smyslu, že pokud e':X→E' je jiný regulární epimorfismus a m':E'→Y je jiný monomorfismus takový, že f=m'e', pak existuje izomorfismus h:E→E'  takový, že he=e' a m'h=m. Monomorfismus m nazýváme obrazem morfismu f.

## Exaktní posloupnosti a regulární funktory
O diagramu tvaru {\displaystyle R\rightrightarrows X\to Y} v regulární kategorii řekneme, že je exaktní posloupností, pokud je zároveň koekvalizérem i jádrovou dvojicí. Termín je zobecněním exaktní posloupnosti v homologické algebře: v abelovských kategoriích je diagram
{\displaystyle R\;{\overset {r}{\underset {s}{\rightrightarrows }}}\;X\xrightarrow {f} Y}
exaktní v tomto smyslu právě tehdy, když {\displaystyle 0\to R{\xrightarrow {(r,s)}}X\oplus X{\xrightarrow {(f,-f)}}Y\to 0} je krátká exaktní posloupnost v obvyklém smyslu.
Funktor mezi regulárními kategoriemi se nazývá regulární, pokud zachovává konečné limity a koekvalizéry jaderných dvojic. Funktor je regulární právě tehdy, když zachovává konečné limity a exaktní posloupnosti. Z toho důvodu se regulární funktory někdy nazývají exaktní funktory. Funktory, které zachovávají konečné limity, se nazývají zleva exaktní.

## Regulární logika a regulární kategorie
Regulární logika je částí predikátové logiky prvního řádu, která může vyjadřovat tvrzení tvaru
{\displaystyle \forall x(\phi (x)\to \psi (x)),}
kde {\displaystyle \phi } a {\displaystyle \psi } jsou regulární formule tj. formule sestavené z atomických formulí, pravdivostních konstant, binárních průseků (spojek) a existenčních kvantifikátorů. Takové formule lze interpretovat v nějaké regulární kategorii, a interpretace je modelem sekventu {\displaystyle \forall x(\phi (x)\to \psi (x))}, pokud interpretace formule {\displaystyle \phi } faktorizuje interpretaci formule {\displaystyle \psi }.
Tím pro každou teorii (množinu sekventů) T a pro každou regulární kategorii C dostáváme kategorii Mod(T,C) modelů teorie T v C. Tato konstrukce dává funktor Mod(T,-): RegCat→Cat z kategorie RegCat malých regulárních kategorií a regulárních funktorů do malých kategorií. Důležitým výsledkem je, že pro každou teorii T existuje regulární kategorie R(T) taková, že pro každou regulární kategorii C existuje ekvivalence
{\displaystyle \mathbf {Mod} (T,C)\cong \mathbf {RegCat} (R(T),C),}
která je přirozená v C. R(T) se nazývá klasifikační kategorie regulární teorie T. Až na ekvivalenci vzniká každá malá regulární kategorie jako klasifikující kategorie nějaké regulární teorie.

## Exaktní (efektivní) kategorie
Teorie relací ekvivalence je regulární teorií. Relace ekvivalence na objektu {\displaystyle X} regulární kategorie je monomorfismem do {\displaystyle X\times X,} což vyhovuje interpretaci podmínek reflexivity, symetrie a tranzitivity.
Každá jádrová dvojice {\displaystyle p_{0},p_{1}:R\rightarrow X} definuje relace ekvivalence {\displaystyle R\rightarrow X\times X}. Opačně o relaci ekvivalence řekneme, že je efektivní, pokud se objevuje jako jádrová dvojice. Relace ekvivalence je efektivní právě tehdy, když má koekvalizér a je jeho jádrovou dvojicí.
O regulární kategorii řekneme, že je exaktní nebo exaktní v Barrově smyslu nebo efektivně regulární, pokud každá relace ekvivalence je efektivní. (Upozornění: termín „exaktní kategorie“ se používá také v jiném významu pro exaktní kategorie v Quillenově smyslu.)

### Příklady exaktních kategorií
- Kategorie množin je v tomto smyslu exaktní, stejně jako libovolný (elementární) topos. Každá relace ekvivalence má koekvalizér, který lze získat použitím tříd ekvivalence.
- Každá Abelova kategorie je exaktní.
- Každá kategorie, které je monadická nad kategorií množin, je exaktní.
- Kategorie Stoneových prostorů je regulární, ale není exaktní.